# Publy

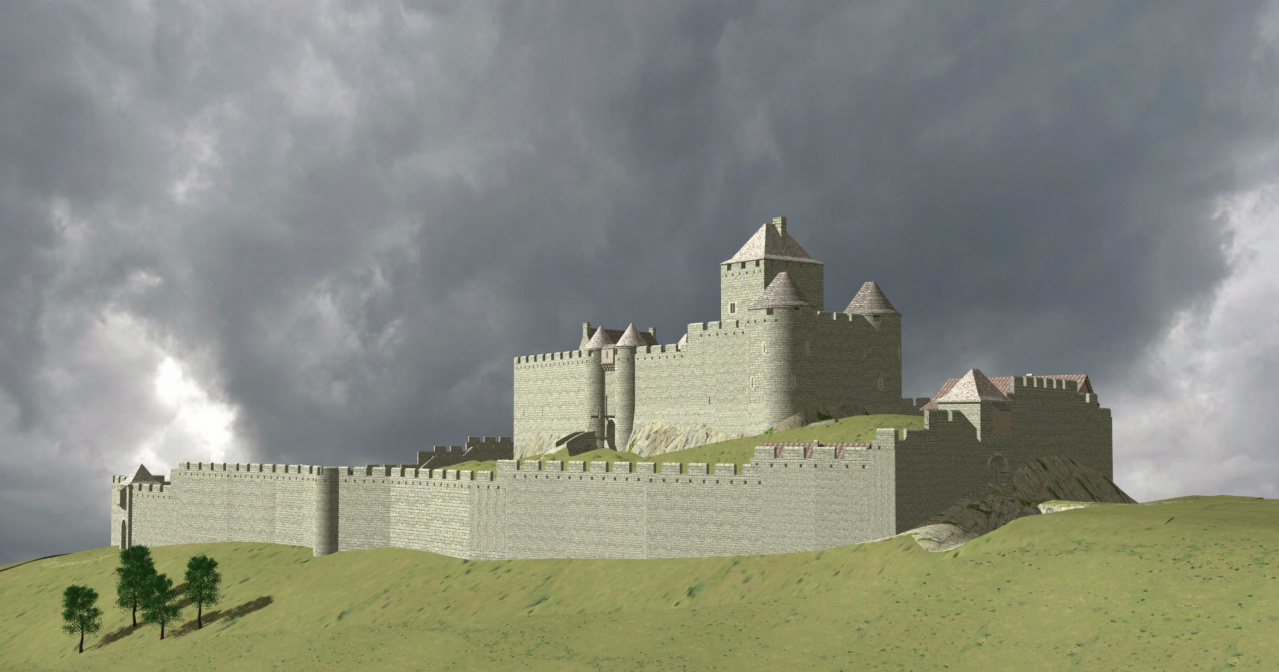
Essai de restitution du château de Binans au XIVe siècle. Basé sur le relevé planimétrique du site réalisé en 2004.

Publy est une commune française située dans le département du Jura, dans la région culturelle et historique de Franche-Comté et la région administrative Bourgogne-Franche-Comté.

## Géographie
Publy est un village situé sur le premier plateau jurassien, à l'est de la ville de Lons-le-Saunier. L'altitude du village de Publy est d'environ 550 m, cependant sur la côte de l'Euthe, on relève par endroits des altitudes de 650 m. La côte de l'Euthe est un soulèvement qui traverse le premier plateau du Jura.
Ce village possède un riche passé. La commune a sur sa superficie deux ruines de châteaux forts, le château de Binans et le château de Beauregard qui permettaient de contrôler la vallée de l'Ain.
Seul le troisième château a été rénové. Celui-ci se dresse au beau milieu du village.

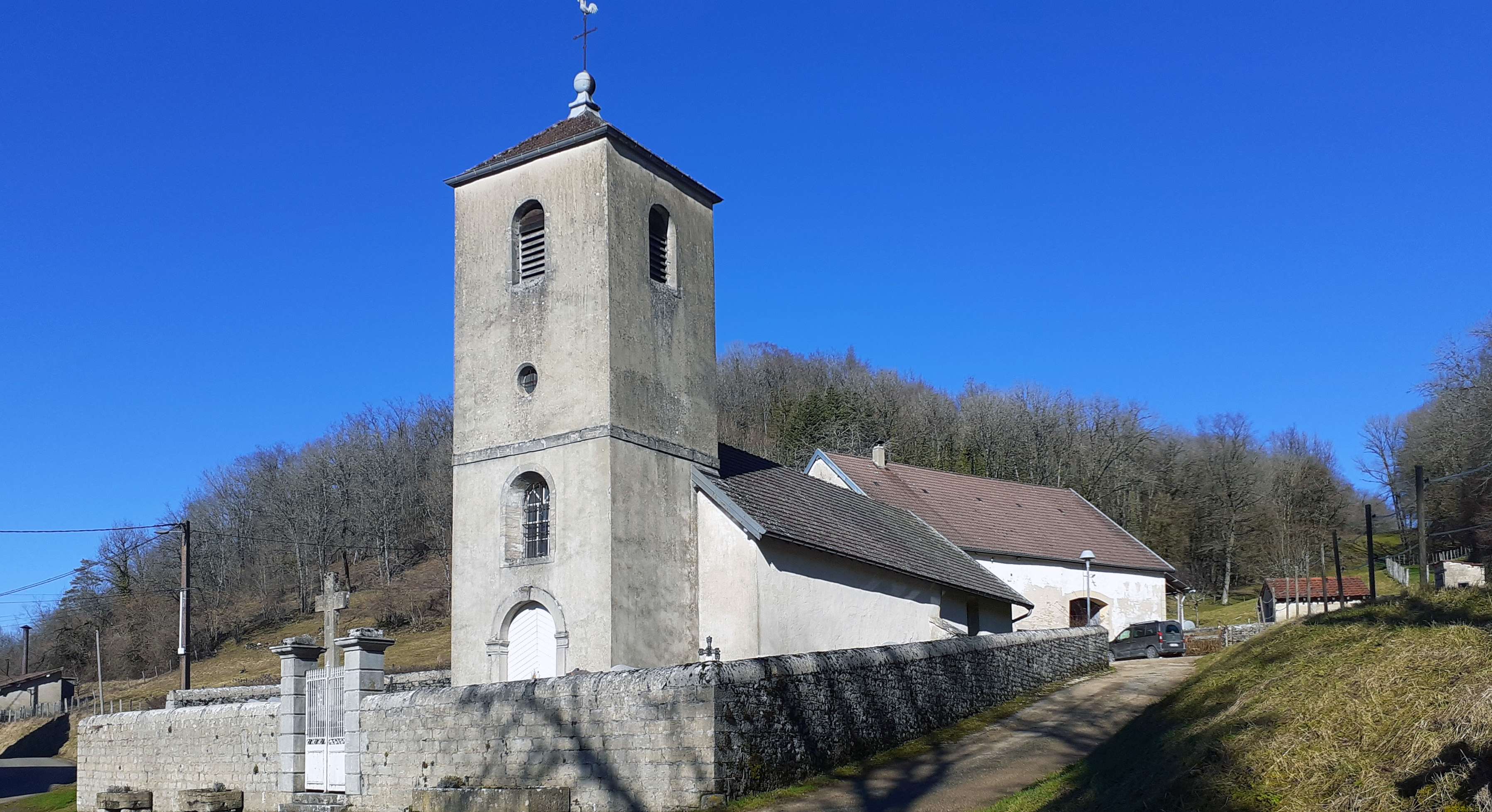
Chapelle de Binans

La commune de Publy a un hameau nommé Binans ; il se situe à 2 km à l'est de Publy. Binans est niché au pied de la côte de l'Euthe. Les ruines du château de Binans dominent et égaillent la vue que l'on a depuis le hameau.

### Communes limitrophes

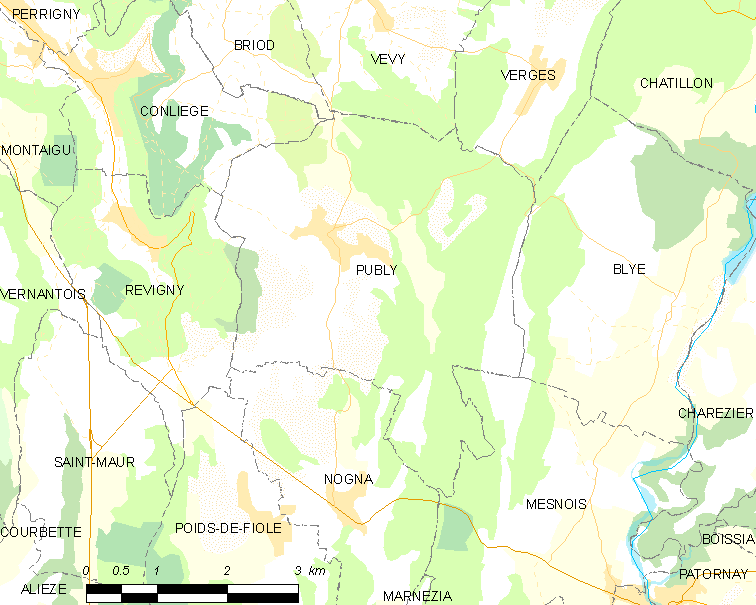
Carte de la commune de Publy et des proches communes.

### Géologie
Le territoire communal repose sur le bassin houiller du Jura, où le charbon est découvert par un sondage.

### Climat
Pour des articles plus généraux, voir Climat de la Bourgogne-Franche-Comté et Climat du département du Jura.
En 2010, le climat de la commune est de type climat de montagne, selon une étude du Centre national de la recherche scientifique s'appuyant sur une série de données couvrant la période 1971-2000. En 2020, Météo-France publie une typologie des climats de la France métropolitaine dans laquelle la commune est exposée à un climat semi-continental et est dans la région climatique  Jura, caractérisée par une forte pluviométrie en toutes saisons (1 000 à 1 500 mm/an), des hivers rigoureux et un ensoleillement médiocre. 
Pour la période 1971-2000, la température annuelle moyenne est de 9,1 °C, avec une amplitude thermique annuelle de 16,8 °C. Le cumul annuel moyen de précipitations est de 1 488 mm, avec 13,6 jours de précipitations en janvier et 9,6 jours en juillet. Pour la période 1991-2020, la température moyenne annuelle observée sur la station météorologique de Météo-France la plus proche, « Lons le Saunier », sur la commune de Montmorot à 10 km à vol d'oiseau, est de 11,8 °C et le cumul annuel moyen de précipitations est de 1 147,4 mm. 
La température maximale relevée sur cette station est de 39,8 °C, atteinte le 12 août 2003 ; la température minimale est de −19,6 °C, atteinte le 9 janvier 1985,,. 
Les paramètres climatiques de la commune ont été estimés pour le milieu du siècle (2041-2070) selon différents scénarios d'émission de gaz à effet de serre à partir des nouvelles projections climatiques de référence DRIAS-2020. Ils sont consultables sur un site dédié publié par Météo-France en novembre 2022.

## Urbanisme

### Typologie
Au 1er janvier 2024, Publy est catégorisée commune rurale à habitat dispersé, selon la nouvelle grille communale de densité à sept niveaux définie par l'Insee en 2022.
Elle est située hors unité urbaine. Par ailleurs la commune fait partie de l'aire d'attraction de Lons-le-Saunier, dont elle est une commune de la couronne,. Cette aire, qui regroupe 139 communes, est catégorisée dans les aires de 50 000 à moins de 200 000 habitants,.

### Occupation des sols
L'occupation des sols de la commune, telle qu'elle ressort de la base de données européenne d’occupation biophysique des sols Corine Land Cover (CLC), est marquée par l'importance des territoires agricoles (50,3 % en 2018), une proportion sensiblement équivalente à celle de 1990 (49,6 %). La répartition détaillée en 2018 est la suivante : 
forêts (45 %), zones agricoles hétérogènes (41,3 %), terres arables (7,3 %), zones urbanisées (2,8 %), milieux à végétation arbustive et/ou herbacée (1,9 %), prairies (1,8 %). L'évolution de l’occupation des sols de la commune et de ses infrastructures peut être observée sur les différentes représentations cartographiques du territoire : la carte de Cassini (XVIIIe siècle), la carte d'état-major (1820-1866) et les cartes ou photos aériennes de l'IGN pour la période actuelle (1950 à aujourd'hui).

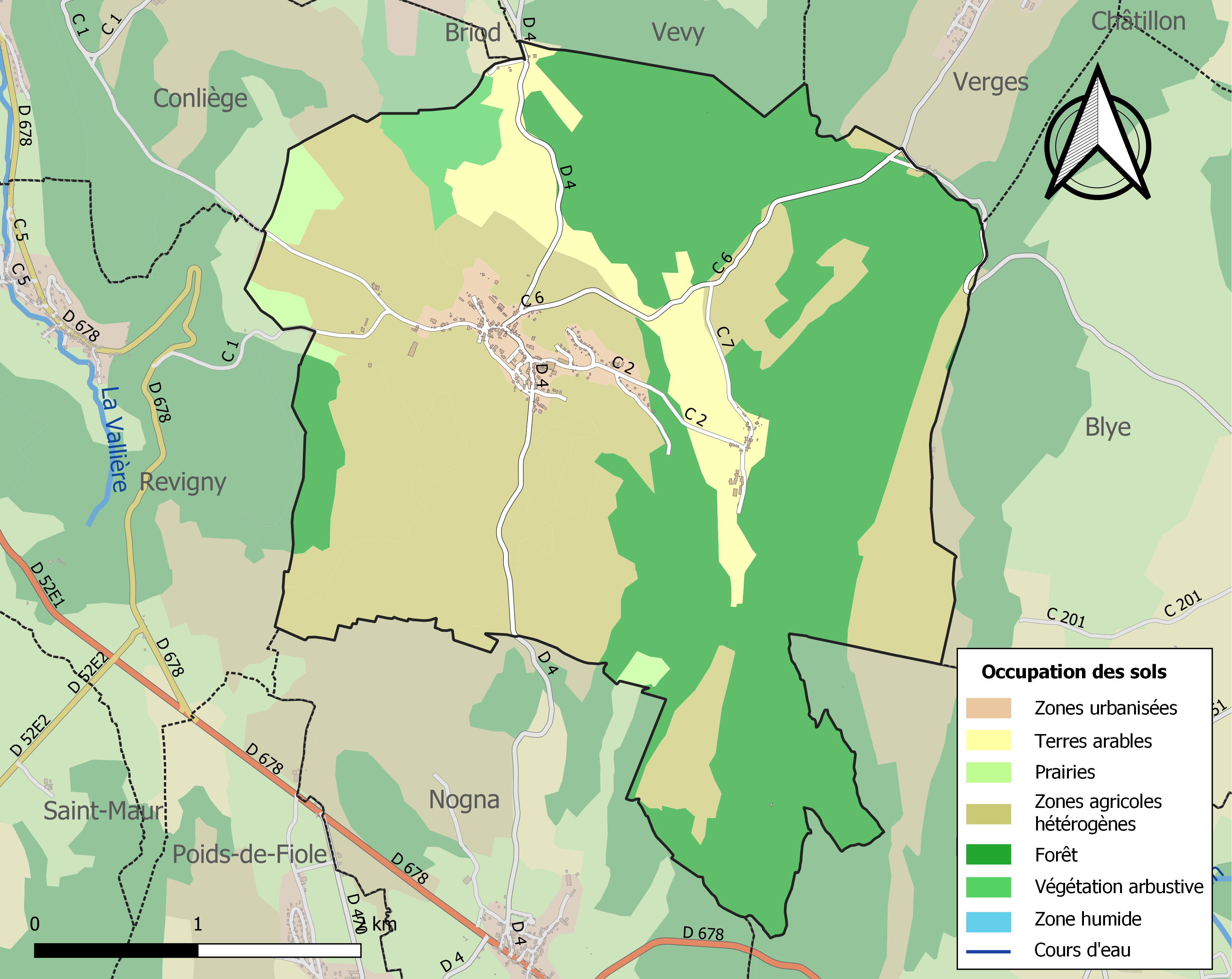
Carte des infrastructures et de l'occupation des sols de la commune en 2018 (CLC).

## Histoire
Une villa gallo-romaine exista sans doute à proximité du lieu-dit de « la vie du puy ».
Les premières mentions de Publy et Binans se situent dans des bulles des papes Anastase IV et Adrien IV et mentionnant l’oppidum et le castrum (château fort) de Binans et celui de Beauregard (Bello Respectu) ; ces bulles datent de 1153 et 1154.
Les deux châteaux sont pris et démantelés par les troupes de Louis XI en 1479. Le château de Binans capitule devant les troupes de Henri IV en 1595. Il abrite la population de Conliège pendant le siège de Lons-le-Saunier en 1638. Les deux châteaux de Binans et de Beauregard sont finalement démantelés en 1668 sur ordre de Louis XIV.
La commune de Publy annexe celle de Binans en 1824.

## Politique et administration
| Période | Période  | Identité           | Étiquette | Qualité |
| ------- | -------- | ------------------ | --------- | ------- |
|         |          | Louis Roux         |           |         |
|         |          | Léon Bland         |           |         |
|         |          | Michel Hugonnet    |           |         |
|         |          | Charles Charnu     |           |         |
|         |          | Louis Bouquin      |           |         |
| 1983    | 1989     | Daniel Sappez      |           |         |
| 1989    | 2001     | Marc Barbier       |           |         |
| 2001    | 2008     | Jean-Claude Minet  |           |         |
| 2008    | 2014     | Jean Pimentel      |           |         |
| 2014    | 2017     | Michel Montagnon   | DVD       |         |
| 2017    | 2020     | Jean Pimentel      |           |         |
| 2020    | En cours | Stéphane Issanchou |           |         |

## Démographie
L'évolution du nombre d'habitants est connue à travers les recensements de la population effectués dans la commune depuis 1793. Pour les communes de moins de 10 000 habitants, une enquête de recensement portant sur toute la population est réalisée tous les cinq ans, les populations de référence des années intermédiaires étant quant à elles estimées par interpolation ou extrapolation. Pour la commune, le premier recensement exhaustif entrant dans le cadre du nouveau dispositif a été réalisé en 2005.

En 2022, la commune comptait 276 habitants, en évolution de −3,16 % par rapport à 2016 (Jura : −0,81 %, France hors Mayotte : +2,11 %).
| 1793 | 1800 | 1806 | 1821 | 1831 | 1836 | 1841 | 1846 | 1851 |
| ---- | ---- | ---- | ---- | ---- | ---- | ---- | ---- | ---- |
| 438  | 448  | 464  | 418  | 570  | 564  | 553  | 548  | 527  |

| 1856 | 1861 | 1866 | 1872 | 1876 | 1881 | 1886 | 1891 | 1896 |
| ---- | ---- | ---- | ---- | ---- | ---- | ---- | ---- | ---- |
| 493  | 484  | 476  | 425  | 411  | 397  | 408  | 433  | 406  |

| 1901 | 1906 | 1911 | 1921 | 1926 | 1931 | 1936 | 1946 | 1954 |
| ---- | ---- | ---- | ---- | ---- | ---- | ---- | ---- | ---- |
| 380  | 398  | 365  | 357  | 345  | 336  | 313  | 295  | 268  |

| 1962 | 1968 | 1975 | 1982 | 1990 | 1999 | 2005 | 2006 | 2010 |
| ---- | ---- | ---- | ---- | ---- | ---- | ---- | ---- | ---- |
| 291  | 290  | 248  | 281  | 287  | 262  | 288  | 289  | 283  |

| 2015 | 2020 | 2022 | - | - | - | - | - | - |
| ---- | ---- | ---- | - | - | - | - | - | - |
| 284  | 282  | 276  | - | - | - | - | - | - |

## Économie
Vu l'étendue de la surface cultivable de la commune, il reste plusieurs agriculteurs en activité ; on notera la présence de trois GAEC sur le territoire de Publy.
Publy possède de nombreuses et importantes forêts, ce qui explique la présence de petites entreprises locales liées au bois : tourneur sur bois, menuisier, ébéniste mécanicien..
La fruitière n'a pu surmonter le passage aux normes européennes, et la coopérative pour la fabrication du fromage a donc vendu la fruitière qui est dorénavant un logement individuel.
Les ateliers de tournerie fabriquent et commercialisent des meubles pour enfants en bois.

## Lieux et monuments
- Gouffre de Pierre-Feu situé sur la Côte de l'Euthe, d'une profondeur avoisinant les 50 m. Pauvre en concrétions.
- Château de Binans (ruines sur la Côte de L'Euthe).
- Château de Beauregard (ruines sur la Côte de l'Euthe).

- Château de Publy (restauré).
- Église Saint-Nicolas située sur le lieu-dit la promenade, qui est en fait une colline boisée de grands arbres, située au centre du village qu'elle domine. Le toit de l'église Saint-Nicolas est composé de lauze, on dit aussi « en lave ». De dimensions modestes, avec une assise solide, sa forme massive ne nécessite pas de contrefort. Cette église est un exemple de la persistante romane très fréquente sur le premier plateau jurassien. Dépendant de la paroisse de Saint-Étienne-de-Coldre, une chapelle dédiée à saint Nicolas est attestée en 1133. L'édifice actuel daterait du XVe siècle et fut agrandi en 1593 par la chapelle Sainte-Barbe, et en 1695 par la chapelle Saint-Renobert utilisée par les seigneurs du château tout proche. Le clocher a été érigé au XVIIIe siècle. Pauvre en ouverture, la nef est bordée de murs d'une épaisseur de 1,80 m portant une voûte en berceau brisé continu. Après l'arc triomphal robuste, bien appareillé et chanfreiné, le chœur continue et s'ouvre sur les deux chapelles.

## Blason

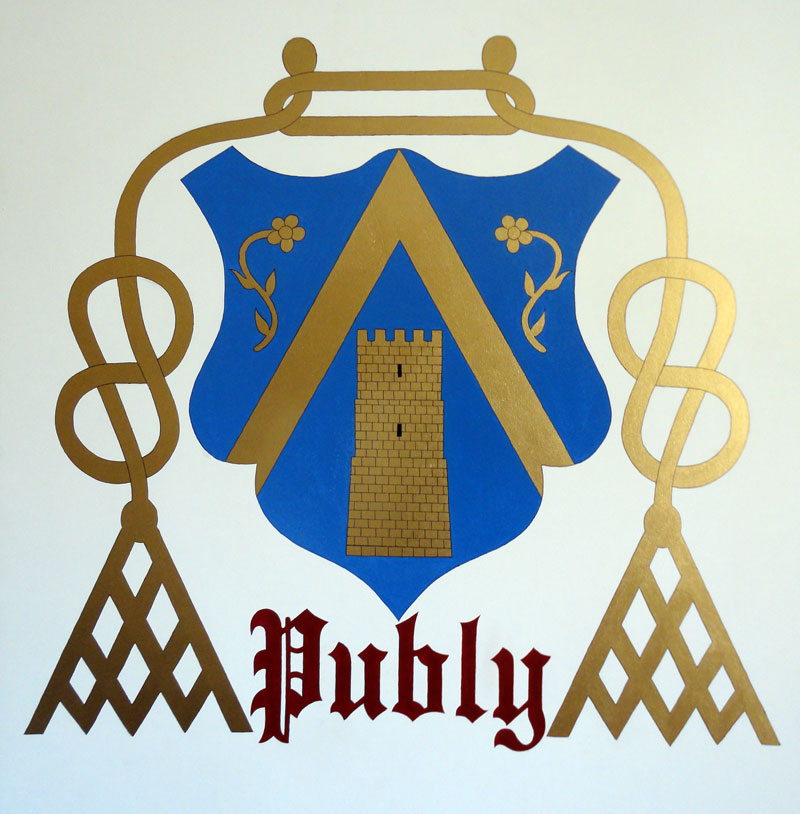
Blason de Publy.

À l'initiative de M. le maire Jean Pimentel, la commune est dotée d'un blason présenté officiellement le 11/11/2009. Un tableau a été réalisé pour décorer la nouvelle salle communale inaugurée le 8/05/2010.
Le blason azur orné de deux fleurs et d'un chevron doré surmontant la tour du château du village, est entouré de deux croisettes d'or. Ce blason est inspiré d'une gravure se trouvant sur une pierre à l'intérieur de la chapelle de Binans datée de 1573.

## Personnalités liées à la commune
- Jean Charlemagne Maynier de la Salle (1749-1819), général des armées de la République y est né.
- Paul Buffet, né Paul Buffet à Publy le 6 avril 1914, résistant sous l'alias Jacques Beauregard, Compagnon de la Libération.
- Pierre Guichard, né en 1938, fils de Marthe Vernoy (1917-2012) et de René Guichard (1914-1944), ancienne figure de la SNCF jusqu’à ses 55 ans. Il vit depuis une retraite paisible à Villeurbanne avec sa femme Claude Guichard.